# Lucien Bull
Lucien Georges Bull (Dublín, 5 de enero de 1876-Boulogne-Billancourt, 25 de agosto de 1972), fue un pionero de la fotografía y la cinematografía de alta velocidad anglo-irlandés, que contribuyó al avance de la cronofotografía e inventó el electrocardiógrafo. Era hermano del dibujante y fotógrafo, René Bull.

## Biografía
Bull vivió sus años más jóvenes en Dublín, donde asistió a la escuela. Más tarde, en 1894, se trasladó a Francia para visitar a familiares que vivían allí. Después de varios meses, se estableció en la zona de París y se convirtió en asistente de Étienne-Jules Marey en 1895. Desarrollo los negativos e hizo tiradas de las primeras cronofotografías, siguiendo los pasos de Georges Demenÿ. En cierto momento, Marey intuyó la importancia de registrar imágenes en la calle, más allá del puro interés científico, y encargó a Lucien Bull tomar escenas con la cámara cronofotográfica y profundizar así en las posibilidades del rollo de película sin perforaciones. Bull hizo ensayos de proyección a partir de estas fotografías.
Tras la muerte de Marey, Bull pudo concentrarse en su propio trabajo registrando muchos insectos en vuelo (algunos de forma estereoscópica). La primera película científica de éxito fue tomada en 1904, cuando fue capaz de filmar el vuelo de una mosca a 1200 fotogramas por segundo. Fabricó sus propios aparatos y durante la Primera Guerra Mundial trabajó en equipos de sonido que fueron utilizados por el ejército británico para localizar a los enemigos. Desarrolló igualmente fotografías de alta velocidad para el análisis balístico.
En 1924 grabó películas de 100 000 imágenes por segundo. En 1931 se naturalizó francés y en 1933 fue nombrado director de la Oficina Nacional de Investigación en Francia. En 1938 patentó un electrocardiograma y en 1948 fue nombrado presidente del Instituto de Cinematografía Científica en París.